# 正祖暗殺之謎—8天
《正祖暗殺之謎－8天》（韓語：정조암살미스터리-8일）是韓國CGV首部大型歷史劇，並定於2007年11月17日起播放的電視連續劇。根據韓國作家吳世永的小說《遠行》改編，以正祖的8天內的華城儀式日程為背景描寫了改革派和保守派對立，以正祖為主要人物，以暗殺為中心軸，描寫了百姓們的忠誠。

## 演員陣容

### 主要人物
| 演員                    | 角色                        | 介紹                                                                         |
| 金相中 （少年：朴健泰） | 正祖李祘                    | 以祭拜先父思悼世子為由，引起保守派及新進派雙方人馬的暗潮洶湧的重要中心人物。 |
| 朴正哲                  | 丁若鏞                      | 在這場暗殺活動中，以保護正祖為中心行動的主要人物。                           |
| 鄭愛利                  | 惠慶宮洪氏 （獻敬王后洪氏） | 身為正祖母后卻是暗殺正祖的重要關鍵人物。                                     |
| 李善鎬                  | 張寅衡                      | 被派來前往暗殺正祖的刺客。                                                   |
| 熙元                    | 蘇香菲                      | 與刺客張寅衡有絕對關係的悲情人物。                                           |

### 其他人物
| 演員   | 角色         | 介紹 |
| 金成謙 | 英祖李昑     |      |
| 趙漢俊 | 思悼世子李愃 |      |
| 朴贊煥 | 沈煥之       |      |
| 李對淵 | 閔仁房       |      |
| 金姬貞 | 貞純王后金氏 |      |

## 外部連結
- 官方網站 （页面存档备份，存于） 